# 北竜二
北 竜二（きた りゅうじ、1905年1月1日 - 1972年4月16日）は、日本の俳優、脚本家。本名：山田 東吾 。東京府東京市京橋区出身。

## 略歴
東京市京橋区生まれ。三光尋常小學校卒業。1922年、早稲田大学文学部に入学するも2年で中退。日活封切館・新宿帝都座の次席弁士として無声映画末期の説明界で存在感を示した。弁士時代の名前は山田無声。その後、松竹大船撮影所脚本部に所属したのち、1937年に日活多摩川撮影所に俳優として入社。
1937年の映画『限りなき前進』でデビューするや、注目され始め、助演俳優として活躍 。1942年に統合で大映東京に移籍。1948年にフリーとなって、1950年に松竹大船に所属、重厚な雰囲気から、主に校長や重役、父親役で数多くの映画に出演。後年は1958年に『彼岸花』、1960年の『秋日和』、1962年の『秋刀魚の味』などに出演した。
1960年、再びフリーとなり、松竹や東映の時代劇・現代劇に出演、1965年からは東宝や日活映画にも出演した。
1972年4月16日、脳出血により死去 。67歳没。

## 出演作品

### 映画
- 限りなき前進（1937年）
- 五人の斥候兵（1938年） - 大尉

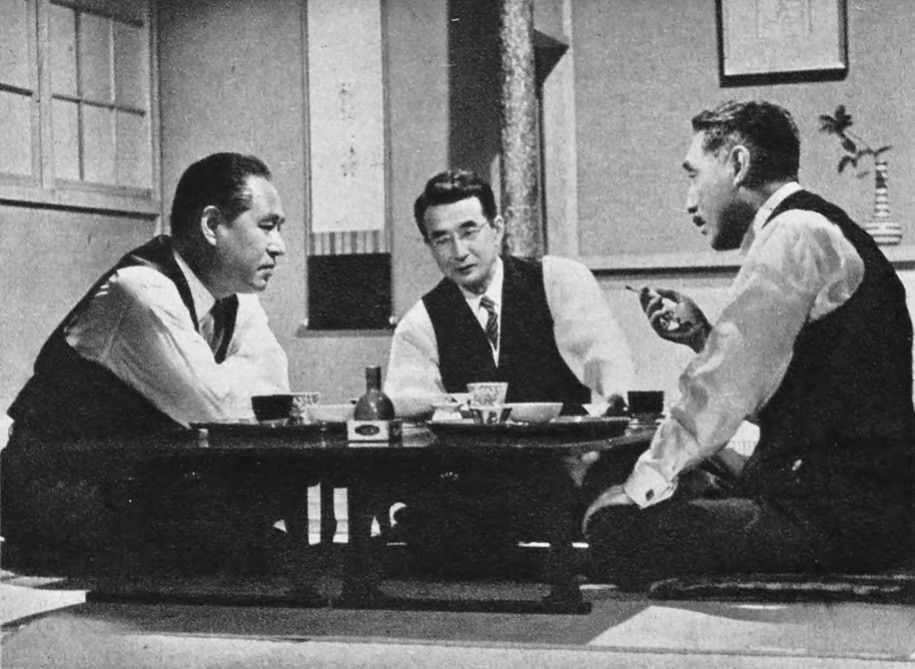
『彼岸花』（1958年）

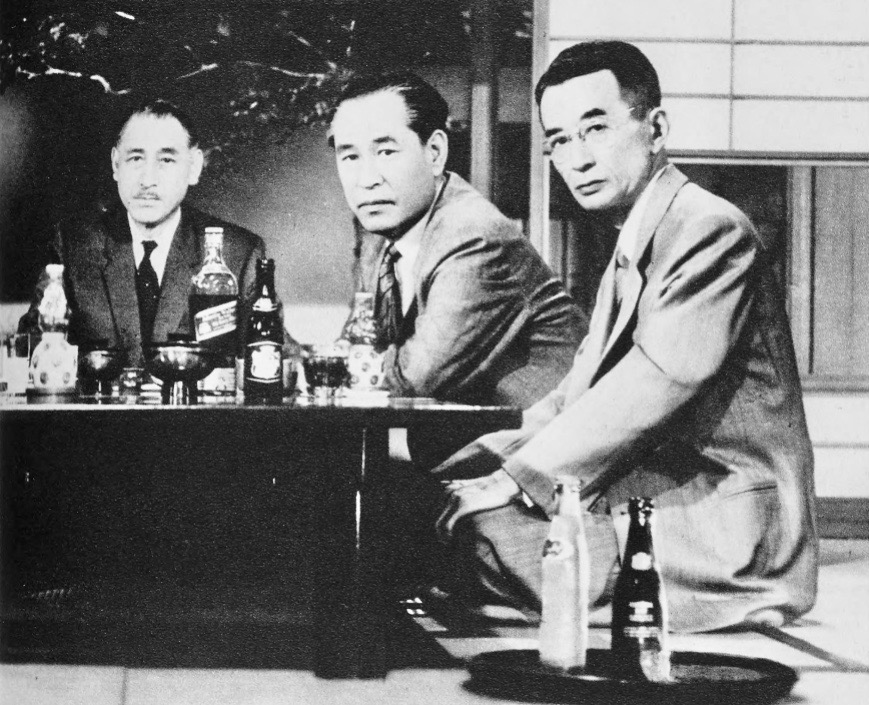
『秋日和』（1960年）

- 忠臣蔵 天の巻・地の巻（1938年） - 土屋相模守、真野金吾
- 風の又三郎（1940年）
- 愛の一家（1941年）
- 鞍馬天狗 薩摩の密使（1941年） - 神林兵庫
- 将軍と参謀と兵（1942年） - 兵団長副官中佐
- 成吉思汗（1943年）
- 恋の十三夜（1949年）
- 少年期（1951年）
- とんかつ大将（1952年） - 弁護士大岩
- 波（1952年）
- 壁あつき部屋（1953年）
- 家族会議 東京篇・大阪篇（1954年） - 池島信助
- 忠臣蔵 花の巻・雪の巻（1954年、松竹）- 小野寺十内
- 人妻椿（1956年）
- 喜びも悲しみも幾歳月（1957年） - 佐渡弾崎灯台大場台長
- 彼岸花（1958年） - 堀江平之助
- 人間の條件 - 劉
  - 人間の條件第1部 純愛篇（1959年）
  - 人間の條件第2部 激怒篇（1959年）
- いろはにほへと（1960年） - 太平電鉄社長
- 旗本退屈男
  - 旗本退屈男 謎の暗殺隊（1960年）
  - 旗本退屈男 謎の七色御殿（1961年）
- 妖刀物語 花の吉原百人斬り（1960年）
- 海賊八幡船（1960年）
- 秋日和（1960年） - 平山精一郎
- 遠山の金さん 御存知いれずみ判官（1960年）
- 家光と彦左と一心太助 (1961年）
- 柳生武芸帳（1961年）
  - 柳生武芸帳 夜ざくら秘剣（1961年）
  - 柳生武芸帳 片目水月の剣（1963年）
  - 柳生武芸帳 片目の十兵衛（1963年）
  - 柳生武芸帳 片目の忍者（1963年）
  - 柳生武芸帳 剣豪乱れ雲（1963年）
- 赤穂浪士（1961年） - 曾根権太夫
- 維新の篝火（1961年）
- 新吾二十番勝負 第一部（1961年）
- さいころ奉行（1961年）
- 江戸っ子肌（1961年）
- スパイ・ゾルゲ/真珠湾前夜（1961年） - 近衛公
- 美空ひばりの花笠道中（1962年）
- 秋刀魚の味（1962年） - 堀江晋
- ちいさこべ（1962年）
- 千姫と秀頼（1962年）
- 若き日の次郎長 東海道のつむじ風（1962年）
- からみ合い（1962年）
- 天下の御意見番（1962年）
- やくざの歌（1963年） - 双葉組組長
- 武士道残酷物語（1963年） - 側用人
- 十三人の刺客（1963年） - 丹波隼人
- 伊賀の影丸（1963年） - 徳川家康
- 丹下左膳  (1963年、松竹京都)
- 十兵衛暗殺剣（1964年）
- 図々しい奴（1964年）
- 若大将シリーズ
  - 海の若大将（1965年）- 青大将の父親
  - アルプスの若大将（1966年） - 山下教授
  - 南太平洋の若大将（1967年） - 高石教授
  - ゴー！ゴー！若大将（1967年）- 石山剛造
  - 俺の空だぜ!若大将（1970年） - 石山剛造
- 宮本武蔵 巌流島の決斗（1965年） - 酒井忠勝
- 新鞍馬天狗 (1965年、大映)
- クレージー作戦シリーズ
  - 大冒険（1965年） - 通産大臣[5]
  - クレージー大作戦（1966年） - ホテルの支配人・有賀
  - クレージーの大爆発（1969年） - 大臣
- ぼくどうして涙がでるの（1965年） - 笹原教授
- 日本一シリーズ
  - 日本一のゴリガン男（1966年） - 中仏
  - 日本一の男の中の男（1967年） - 中川経理部長
  - 日本一の断絶男（1969年） - 森田局長
  - 日本一のショック男（1971年） - 八木沢社長
- 若親分喧嘩状（1966年、大映）
- 東京流れ者（1966年）
- 骨まで愛して（1966年） -  小川
- 東宝8.15シリーズ
  - 日本のいちばん長い日（1967年） - 蓮沼侍従武官長
  - 連合艦隊司令長官 山本五十六（1968年） - 及川海軍大臣[6]
  - 日本海大海戦（1969年） - 片岡中将[6]
  - 激動の昭和史 軍閥（1970年） - 及川海軍大臣
  - 激動の昭和史 沖縄決戦（1971年） - 河辺参謀次長[6]
- 陸軍中野学校 密命（1967年）
- あの試走車を狙え（1967年）
- 宇宙大怪獣ギララ（1967年） - 対策本部長
- キングコングの逆襲（1967年） - 警部本部長[6]
- 座頭市鉄火旅（1967年）
- 女賭博師さいころ化粧 (1969年、大映)
- 日本暗殺秘録（1969年） - 裁判長
- あゝ海軍 (1969年、大映)
- 笹笛お紋（1969年）
- 女賭博師壷くらべ (1970年)
- 蝦夷館の決闘 (1970年)

### テレビドラマ
- 青春放課後（1963年3月23日、NHK） - 緒方省三
- 素浪人 月影兵庫 第1シリーズ 第14話「友の情けは遠かった」（1965年、NET） - 宮島頼母
- マイティジャック 第8話「戦慄のオーロラ」（1968年） - 東日航空・社長
- 特別機動捜査隊（NET）
  - 第362話「車椅子」（1968年） - 北川
  - 第426話「鉄火芸者」（1969年） - 高垣
- ザ・ガードマン（TBS / 大映テレビ室）第200話「殺人者に明日はない」（1969年）- オオタの父
- 軍兵衛目安箱 第20話「子供は見ていた」（1971年、NET / 東映） - 一色瀬太夫
- 千葉周作 剣道まっしぐら 第41話「百両剣法思い知れ！」（1971年、TBS）- 大竹進吾
- ナショナルゴールデン劇場「葦の浮舟」（1971年、NET）
- 大忠臣蔵（1971年、NET / 東映） - 小山源五右衛門